# Gisèle Trépanier
Pour les articles homonymes, voir Trépanier.
Gisèle Trépanier est une actrice canadienne.

## Filmographie

### Cinéma
- 1972 : L'Exil de Thomas Vámos
- 1975 : Pour le meilleur et pour le pire de Claude Jutra : la folle
- 1976 : Parlez-nous d'amour de Jean-Claude Lord: fan de Jeannot
- 1977 : Panique de Jean-Claude Lord
- 1983 : Lucien Brouillard de Bruno Carrière
- 1985 : Les Enfants de la télévision de Louise Spickler : (voix de la narratrice)
- 1989 : Jésus de Montréal de Denys Arcand
- 1993 : Le Sexe des étoiles de Paule Baillargeon : Carmen
- 2003 : La Grande Séduction de Jean-François Pouliot : Denise Campeau
- 2005 : Saints-Martyrs-des-Damnés de Robin Aubert : Malvina - mère âgée
- 2007 : L'Âge des ténèbres de Denys Arcand : la directrice de l'hospice
- 2015 : Enragés d'Éric Hannezo : la vieille dame
- 2017 : Y'est où le paradis ? de Denis Langlois : Monique, la grand-tante

### Télévision
- 1970 : Mont-Joye : Henriette
- 1977 : Duplessis : Mme veuve Adjutor Gravel
- 1980 : Aéroport: Jeux du hasard : l'amie de Diane
- 1984 : Entre chien et loup : Élisa Massicotte
- 1984 : Laurier
- 1989 : The Private Capital
- 1991 : Lance et compte : Le crime de Lulu
- 1997 : Sous le signe du lion : Antonia
- 1998 : Bouscotte : Virginie Rioux
- 2004 : Smash : la belle-mère de Jacques